# Eugène Demets
Eugène Louis Demets (Passy, 6 aprile 1858 – Parigi, 25 aprile 1923) è stato un editore francese di musica a Parigi nei primi del XX secolo.

## Biografia
Demets nacque a Passy, a ovest di Parigi. Originariamente musicista orchestrale, Demets fondò la sua casa editrice musicale a Parigi nel 1899, prima a rue des Marais 20 e dal 1903 a rue de Louvois 2. Non riuscì ad entrare nella SACEM, l'associazione degli editori francesi, prima del 24 aprile 1901, perché apparentemente aveva più volte espresso osservazioni diffamatorie nei confronti di tale associazione. Solo dopo essersi scusato formalmente, fu ammesso.
Oltre alle sue attività editoriali, gestiva anche un'"Agence musicale", un'agenzia che organizzava concerti, principalmente allo scopo di pubblicizzare presso il pubblico le sue pubblicazioni.
In un breve periodo di tempo, Demets riuscì a radunare intorno a sé un certo numero di compositori moderni molto noti per il suo catalogo, tra questi Maurice Ravel, Erik Satie e Joaquín Turina, nonché un numero di compositori meno noti, ma originali come Paul Bazelaire, Mel Bonis, Jean Cras, Swan Hennessy, Paul Ladmirault e Rhené-Baton. Nel 1920 fu anche l'editore originale dell '"Album des 6" del gruppo di compositori chiamato Les Six. Accanto ad Auguste Durand, Alphonse Leduc e Sénart, Demets era considerato uno dei più prestigiosi editori musicali francesi del suo tempo.
Dopo la morte di Demets a Parigi, il suo catalogo fu rilevato e ampliato con successo da Max Eschig.

## Pubblicazioni selezionate
- Maurice Ravel: Pavane pour une infante défunte (1900)
- Maurice Ravel: Jeux d'eau (1902)
- Maurice Ravel: Miroirs (1906)
- Erik Satie: Préludes flasques (pour un chien) [in English: "Flabby Preludes (for a Dog)]" (1912)
- Erik Satie: Descriptions automatiques (1913)
- Erik Satie: Nocturnes (1920)
- Joaquín Turina: Sevilla, Op. 2 (1908)
- Joaquín Turina: Sonate romantique (Sonata romantica), Op. 3 (1909)
- Joaquín Turina: Coins de Seville (Rincones sevillanos), Op. 5 (1911)
- Auric/Durey/Honegger/Milhaud/Poulenc/Tailleferre: Album des 6 (1920)